# José Luis Garcés
José Luis Garcés Rivera (Panama, 6 maggio 1981) è un calciatore panamense, attaccante del Panamá Oeste.

## Carriera

### Club
Debutta nel 1999 nell'Independiente di Panama; nel 2001 passa allo Sporting San Miguelito, trasferendosi però presto all'Arabe Unido. Nel 2006 si trasferisce al Club Nacional de Football, dove segna 19 reti vincendo il titolo nazionale. Dal 2006 gioca in Portogallo, prima al Belenenses e successivamente all'Academica de Coimbra; nel periodo in prestito al CSKA Sofia, ha vinto il campionato.

### Nazionale
Debutta con la nazionale panamense nel 2000, partecipando alla CONCACAF Gold Cup 2007.

## Palmarès

### Club

#### Competizioni nazionali
- Campionato uruguaiano: 1

Nacional: 2006
- Campionato bulgaro: 1

CSKA Sofia: 2007-2008